# Liste der Kellergassen in Göllersdorf
Die Liste der Kellergassen in Göllersdorf führt die Kellergassen in der niederösterreichischen Gemeinde Göllersdorf an.
| Foto |                 | Kellergasse                                | Standort                       | Beschreibung |
| ---- | --------------- | ------------------------------------------ | ------------------------------ | --- |
| BW   | Datei hochladen |                                            | KG: Bergau Standort            | Die Kellergasse ist ein beidseitiges Kellergassensystem westlich außerhalb der Ortschaft. Insgesamt besteht das Kellergassensystem aus 55 Gebäuden und hat eine Länge von 390 Metern: in einem in Ost-West-Richtung verlaufenden Hohlweg befinden sich etwa 15 Keller in Schildmauerform; die übrigen Keller (mehrheitlich giebelständig) stehen entlang einer Geländekante in Nord-Süd-Richtung. |
| ja   | Datei hochladen | „Bei der Kirche“                           | KG: Eitzersthal Standort       | Die Kellergasse ist ein einseitiges Kellergassensystem in Hohlweglage und an einer Geländekante am nördlichen Ortsrand. Sie besteht aus 35 Gebäuden und hat eine Länge von 270 Metern. Die älteste Datierung geht auf das Jahr 1808 zurück. |
| BW   | Datei hochladen |                                            | KG: Furth Standort             | Die Kellergasse ist eine einseitige Einzelkellergasse an einer Geländekante am westlichen Ortsrand. Sie besteht aus 13 Gebäuden und hat eine Länge von 150 Metern. |
| BW   | Datei hochladen | „An der Eitzersthaler Straße“              | KG: Großstelzendorf Standort   | Die Kellergasse ist eine einseitige Einzelkellergasse in Hanglage südlich außerhalb der Ortschaft. Sie besteht aus 13 Gebäuden und hat eine Länge von 150 Metern. |
| BW   | Datei hochladen | „Kellergasse“                              | KG: Großstelzendorf Standort   | Die Kellergasse ist eine beidseitige Einzelkellergasse in Hohlweglage am nördlichen Ortsrand. Sie besteht aus 57 Gebäuden und hat eine Länge von 400 Metern. Die älteste Datierung geht auf das Jahr 1803 zurück. |
| BW   | Datei hochladen | „Nördlich der Schießstattstraße an der S3“ | KG: Göllersdorf Standort       | Die Kellergasse ist eine beidseitige Einzelkellergasse in Hanglage südwestlich außerhalb des Orts. Sie besteht aus 9 Gebäuden und hat eine Länge von 80 Metern. |
| BW   | Datei hochladen | Gerichtsberggasse/Schießstattgasse         | KG: Göllersdorf Standort       | Die Kellergasse ist ein einseitiges Kellergassensystem in Hohlweglage und an einer Geländekante, südwestlich außerhalb des Ortskerns, heute von neueren Bauten umgeben. Sie besteht aus 40 Gebäuden und hat eine Länge von 300 Metern. |
| BW   | Datei hochladen | Spitalgasse                                | KG: Göllersdorf Standort       | Die Kellergasse ist eine einseitige Einzelkellergasse an einer Geländekante nordwestlich außerhalb des alten Siedlungsgebiets. Sie besteht aus 9 Gebäuden und hat eine Länge von 70 Metern. |
| ja   | Datei hochladen | Tullner Straße                             | KG: Göllersdorf Standort       | Die Kellergasse ist eine einseitige Einzelkellergasse an einer Geländekante am westlichen Ortsrand. Sie besteht aus 17 Gebäuden und hat eine Länge von 120 Metern. Die älteste Datierung geht auf das Jahr 1843 zurück. |
| BW   | Datei hochladen | „Hohlweg“                                  | KG: Oberparschenbrunn Standort | Die Kellergasse ist eine beidseitige Einzelkellergasse in Hohlweglage südöstlich knapp außerhalb des Dorfs. Sie besteht aus 12 Gebäuden, die Hälfte erneuerungsbedürftig, und hat eine Länge von 110 Metern. |
| BW   | Datei hochladen | „Kellergasse“                              | KG: Oberparschenbrunn Standort | Die Kellergasse ist ein beidseitiges Kellergassensystem in Hohlweglage und an einer Geländekante am nordöstlichen Ortsrand. Sie besteht aus 26 Gebäuden, die Hälfte erneuerungsbedürftig, und hat eine Länge von 220 Metern. |
| BW   | Datei hochladen | „Bei der Kirche“                           | KG: Porrau Standort            | Die Kellergasse ist eine einseitige Einzelkellergasse an einer Geländekante am nördlichen Ortsrand. Sie besteht aus 30 Gebäuden, die Hälfte davon erneuerungsbedürftig, und hat eine Länge von 200 Metern. |
| BW   | Datei hochladen |                                            | KG: Viendorf Standort          | Die Kellergasse ist ein beidseitiges verzweigtes Kellergassensystem an einer Geländekante im nordöstlichen Hintaus. Sie besteht aus 46 mehrheitlich giebelständigen Gebäuden, etwa ein Drittel davon erneuerungsbedürftig, und hat eine Länge von 700 Metern. |

| Foto:                    | Fotografie der Kellergasse (Gesamtheit). Klicken des Fotos erzeugt eine vergrößerte Ansicht. Daneben finden sich zwei Symbole: \| Weitere Bilder vorhanden \| Das Symbol bedeutet, dass weitere Fotos des Objekts verfügbar sind. Durch Klicken des Symbols werden sie angezeigt. \| \| Eigenes Foto hochladen \| Durch Klicken des Symbols können weitere Fotos des Objekts in das Medienarchiv Wikimedia Commons hochgeladen werden. \| |
| Name:                    | Bezeichnung der Kellergasse |
| Standort:                | Es ist die Katastralgemeinde (KG) angegeben. Durch Aufruf des Links Standort wird die Lage der Kellergasse in verschiedenen Kartenprojekten angezeigt. |
| Beschreibung             | Kurze Beschreibung der Kellergasse |
| Weitere Bilder vorhanden | Das Symbol bedeutet, dass weitere Fotos des Objekts verfügbar sind. Durch Klicken des Symbols werden sie angezeigt. |
| Eigenes Foto hochladen   | Durch Klicken des Symbols können weitere Fotos des Objekts in das Medienarchiv Wikimedia Commons hochgeladen werden. |